# أهلا في فلسطين
«أهلاً في فلسطين»، والتي تصفها الصحافة الإسرائيلية بأنها قافلة طائرة في إشارة إلى قوافل السفن التي حاولت من قبل كسر الحصار المفروض على غزة، مبادرة نظمتها جمعيات المجتمع المدني في الضفة الغربية لدعوة المئات من الأجانب للمشاركة في سلسلة من أعمال التضامن مع الشعب الفلسطيني في الضفة. ووفقًا لما يقوله منظمو مبادرة أهلاً في فلسطين، فإن الهدف هو جذب الانتباه إلى سياسات إسرائيل الحدودية وظروف الحياة في ظل الاحتلال الإسرائيلي. ووصف المسؤولون الإسرائيليون المشاركون بأنهم “مشاغبون” و”محرضون،” ورأوا أن لهم الحق في منع الناشطين من الدخول. وفي عام 2011، العام الأول للمشروع، وعام 2012 مُنع الكثير من المشاركين من السفر على الطائرات المغادرة من أوروبا إلى إسرائيل وذلك نتيجةً للجهود الدبلوماسية الإسرائيلية. وفي عام 2011، وصل عدد الناشطين الذين مُنعوا من الدخول بعد هبوط طائراتهم في المطار 130، وأعيد عدد قليل منهم إلى بلادهم فور هبوط طائراتهم. وقد سُمح لأربعة أفراد فقط بالدخول بعد موافقتهم على التوقيع على تعهد بعدم المشاركة في أي عمل يخل بالنظام. أما باقي من مُنعوا من الدخول فقد وُضعوا في سجنين، استمر بعضهم فيه لعدة أيام، حتى أمكن ترتيب ترحيلهم.

## أهلاً في فلسطين 2011
قدر منظمو الحملة عدد الناشطين الأجانب الذين رتبوا للمشاركة بما بين 600 إلى 1000 ناشط ضموا وفودًا من فرنسا وبريطانيا وبلجيكا والسويد وألمانيا والولايات المتحدة واليابان والعديد من الدول الإفريقية. وقالت أوليفيا زيمور الناشطة الفرنسية إن حوالي نصف المشاركين كانوا من الفرنسيين الذين تتراوح أعمارهم ما بين 9 و85 سنة. وقال سام بحّور1Z منسق حملة الحق في دخول الأراضي الفلسطينية المحتلة، إن 30 جمعية من جمعيات المجتمع المدني الفلسطيني شاركت في دعوة الناشطين الأجانب للمشاركة في حملة “أهلاً في فلسطين”.
ولأن الفلسطينيين ليس لهم مطار خاص بهم وإسرائيل تتحكم في كل مداخل الضفة الغربية ومخارجها، كان المطلوب من الناشطين الأجانب عند وصولهم في 8 يوليو بن غوريون في تل أبيب، أن يصرحوا لمسؤولي الجوازات الإسرائيليين بعزمهم التوجه إلى الأراضي الفلسطينية المحتلة. ويقول الناشطون أن سياسات إسرائيل الحدودية المجحفة تدفع الزائرين الذين ينوون السفر إلى المناطق الفلسطينية للكذب بشأن وجهتهم وأن هذه المبادرة تهدف لجذب الانتباه إلى حق الفلسطينيين في استقبال الزائرين.
وقالت جمعيات المجتمع المدني الفلسطيني المشاركة في حملة أهلاً في فلسطين إنها كانت قد خططت لبرنامج كامل من الأنشطة السلمية تبدأ في بيت لحم ورام الله يوم 9 يوليو. وحسب ما ذكرته مجلة نيويورك تايمز (New York Times) فإن منظمي الحملة الفلسطينيين ضموا “بعضًا من أشهر المنادين بالاحتجاجات غير السلمية مثل سامي عواد عضو مؤسسة هولي لاند ترست (Holy Land Trust) ومازن قمصية أستاذ العلوم في جامعة بيت لحم.”

### الرد الإسرائيلي
قبل أيام من بدء المبادرة، قال إسحاق أهارونوفتش (Yitzhak Aharonovitch)، وزير الأمن الداخلي الإسرائيلي، أن من ينوون المشاركة فيها “مشاغبون”، كما صرح رئيس الوزراء الإسرائيلي بنيامين بنيامين نتنياهو بأن “كل دولة من حقها رفض دخول المشاغبين ومثيري المشاكل إلى أراضيها. كما أمر المسؤولون الإسرائيليون بزيادة أعداد أفراد الأمن في المطار. وأطلقت وسائل الإعلام المحلية على المبادرة “القافلة الجوية” في إشارة إلى محاولة قافلة الحرية الثانية (Freedom Flotilla II)، التي أحبطتها إسرائيل، لكسر حصار غزة، ونشرت تقارير عن أن الزوار الأجانب سيحاولون إشاعة الفوضى في المطار. ويرد الناشطون على ذلك بأنهم لم يخططوا إلا لأنشطة سلمية، وهاجموا ما وصفوه بأنه حملة قذرة شنتها إسرائيل ضدهم.
وأرسل وزير الداخلية الإسرائيلي خطابًا إلى شركات الطيران الأجنبية ضم قائمة بأسماء 342 راكبًا وصفهم بأنهم “مناصرون متطرفون للفلسطينيين” وأخطر فيه هذه الشركات بأن هؤلاء الأشخاص لن يُسمح لهم بالدخول. كما طُلب من شركات الطيران أن تمنع هؤلاء من الصعود على متن طائراتها المتجهة إلى تل أبيب، مع التحذير بأنه في حالة السماح لهؤلاء بالسفر إلى تل أبيب، فستتم إعادتهم على نفس الطائرة. وقد التزمت عدة شركات طيران بطلب إسرائيل ومن هذه الشركات لوفتهانزا (Lufthansa)، والخطوط الجوية الدولية السويسرية (Swiss International Airlines) وإيزي جيت (EasyJet). وقال جين كلود دينزل، المتحدث الرسمي باسم الخطوط الجوية الدولية السويسرية إن هذه المسألة تنظمها منظمة الطيران المدني الدولي وأن شركات الطيران “ملزمة قانونًا” بعدم ترك أي راكب يصعد على الطائرة ما دامت تتوفر لديها معلومات من الدولة المتجه إليها أنه لن يُسمح له بدخولها. وقال دكتور مارك إليس (Mark Ellis) المدير التنفيذي لرابطة المحامين الدولية إن “كل دولة من حقها أن تحدد من يحق له عبور حدودها ومن لا يحق له ذلك. وهذا أمر مثير للجدل ولكن لا يُوصف بأنه غير مشروع”.

### المشاركون الذين تعرضوا للاعتقال أو الترحيل
بحلول التاسع من يوليو، كانت السلطات الإسرائيلية قد استجوبت المئات من الركاب الذين وصلوا إلى مطار بن جوريون، واعتقلت 124 منهم. وقد تم ترحيل أربعة، أما الباقون، حوالي 76 امرأة و38 رجلاً، فقد أودعوا في سجنين في إسرائيل: سجن إيلا (Ela) ببئر سبع وجيفون (Givon) بالرملة، وقال المسؤولون الإسرائيليون أن المحتجزين سيظلون هناك لحين ترحيلهم. وكان معظم المحتجزين فرنسيين، ولكن كان من بينهم أيضًا مواطنون بلجيكيون وبلغاريون وهولنديون وإسبان وبريطانيون وأمريكيون. وكان من بين المعتقلين امرأتان أستراليتان هما فيفيان بروزسولت (Vivienne Porzsolt) من حركة يهود ضد الاحتلال (Jews against the Occupation), وعضوة البرلمان السابقة سيلفيا هيل (Sylvia Hale)، واللتان شاركتا من قبل في السفينة الكندية تحرير التي اتجهت إلى غزة ضمن قافلة الحرية الثانية، قدمتا إلى تل أبيب من كريت واعتقلتا، ثم حصلتا على حكم من المحكمة في سابقة قضائية يسمح لهم بالإقامة في إسرائيل لتقديم طلب للحصول على إذن بالسفر إلى فلسطين. وقد ضم المحتجزون البريطانيون، وهم أربعة من الاسكتلنديين وخمسة إنجليز وثلاثة من ويلز، المنسق البريطاني لإنهاء الزيارة وهو عضو هيئة تدريس بالجامعة ورئيس الحملة الاسكتلندية للتضامن مع فلسطين (The Scottish Palestine Solidarity Campaign) وأربعة من أصحاب المهن المتقاعدين الذين تتراوح أعمارهم ما بين 66 و83 عامًا وباحث في الجامعة المفتوحة، ونائب رئيس حزب الخضر بويلز (Wales Green Party) وأحد الأعضاء المؤسسين لحملة سوانسي للتضامن مع المجتمع مع الفلسطيني (Swansea Palestine Community Link).
وذكرت صحيفة جيروزاليم بوست (Jerusalem Post) في 10 يوليو أن مجموعة من الرجال البلجيكيين المحتجزين في بئر سبع أصدروا بيانًا أعلنوا فيه إضرابهم عن الطعام وأن المحتجزين الفرنسيين والألمان ربما يكونون قد حذوا حذوهم. وتمثلت مطالب هؤلاء في السماح لهم بالاتصال بعائلاتهم ومحاميهم وببعضهم البعض وبإجراء تحقيق دولي في الإجراءات التي أدت إلى احتجازهم. وبحلول 11 يوليو كانت إسرائيل قد رحّلت 38 من المحتجزين وتبقى 82 قيد الاحتجاز هناك.
كما ألقت السلطات الإسرائيلية القبض أيضًا على ستة إسرائيليين مؤيدين لحقوق الفلسطينيين ذهبوا إلى المطار للتعبير عن دعمهم للمبادرة، وذكر المتحدث باسم الشرطة الإسرائيلية أن القبض عليهم جاء بعد أن “قاموا بأعمال شغب في المطار “.
وذكر ممثل حملة أهلاً في فلسطين ببيت لحم أنه سيتم اتخاذ الإجراءات القانونية ضد رد الفعل الإسرائيلي.

## أهلاً في فلسطين 2012
قال المشاركون في مشروع أهلاً في فلسطين 2012 إنهم كانوا يريدون المرور من المطار في تل أبيب في هدوء ليذهبوا مباشرة إلى الضفة الغربية حيث يشاركون في مشروع لحق الأطفال الفلسطينيين في التعلم. وقال بنيامين نتنياهو إن الناشطين في القافلة الجوية مُنعوا من الدخول لأنهم يمثلون “التحريض [الذي] تؤمن به المنظمات المتطرفة الإسلامية والمعادية لإسرائيل والتي تعادي السلام وتطالب بتدمير إسرائيل.” وقالت صحيفة هآرتس (Haartez) الإسرائيلية أن إسرائيل اتخذت “إجراءات صارمة تصل إلى درجة الهستيريا لمنع الناشطين من الوصول إلى مطار تل أبيب، ووصل الأمر إلى درجة تهديد الطائرات”; وقد حذرت إسرائيل شركات الطيران طالبة منها منع الأشخاص غير المرغوب فيهم من استقلال رحلاتها إلى إسرائيل وإلا تعرضت لتحمل تكلفة ترحيلهم بالإضافة إلى دفع غرامات ومنع طائراتها من دخول المجال الجوي الإسرائيلي. وقد ألغت عدة شركات طيران حجز المئات من الركاب في 15 أبريل، وقال مسؤول إسرائيلي إن كل من ينجح في الهروب من تنفيذ طلب الحكومة الإسرائيلية بعدم استقلال الطائرات المتجهة إليها سوف يُقبض عليه في مطار تل أبيب ويُرحّل. وقالت الخطوط الجوية الفرنسية (Air France) إنها “ستمنع من الصعود على طائراتها أي شخص تحظر إسرائيل دخوله أراضيها”، وأرجعت ذلك إلى أحكام معاهدة شيكاغو. وفي خطاب ساخر، اقترحت الحكومة الإسرائيلية على الناشطين أن يركزوا احتجاجاتهم على أهداف بديلة مثل: “الأعمال الوحشية التي يرتكبها النظام السوري يوميًا ضد شعبه وأودت بحياة الآلاف وهجمات النظام الإيراني على المنشقين عنه ودعمه للإرهاب في جميع أنحاء العالم، وحكم حماس في غزة التي ترتكب المنظمات الإرهابية فيها جريمة حرب مضاعفة بإطلاق الصواريخ على المدنيين والاحتماء في المدنيين”. وقد طار بعض الناشطين المعارضين لحملة أهلاً في فلسطين والمؤيدين لوجهة نظر الحكومة الإسرائيلية إلى تل أبيب للاعتراض على الحملة التي وصفوها بأنها “عمل ينبع من الكراهية”. وقد ذكر مسؤول إسرائيلي إن 40% من الأفراد الذين وردت أسماؤهم في قائمة جهاز الأمن الداخلي «شين بيت» للممنوعين من الطيران إلى إسرائيل لم يكونوا ناشطين، وضمت القائمة مواطنين إسرائيليين ورجال أعمال ومسؤولين أوروبيين، بل وصل الأمر إلى إلغاء تذكرة دبلوماسي فرنسي وزوجته. وقد أكدت وزارة الخارجية الإسرائيلية لاحقًا أن “هناك أخطاء قد اُرتكبت”. وقد أعرب الصحفي الإسرائيلي جدعون ليفي (Gideon Levy) قبل الموعد المحدد لوصول الحملة عن أسفه لأن إسرائيل لا “تترك أي فرصة لتبدو في مظهر مضحك أمام العالم إلا وانتهزتها.” وقد عرضت القناة العاشرة في التلفزيون الإسرائيلي تحليلاً قال إن الحكومة الإسرائيلية كان الأفضل لها أن تستقبل الناشطين بالزهور وترافق قافلة حافلاتهم إلى بيت لحم. وقد تلقى وزير الأمن العام إسحاق أهارونوفيتش ورجاله الشكر من نتنياهو على ما اعتبره عملية ناجحة; كما أعرب أهارونوفيتش عن امتنانه لشركات الطيران والحكومات الأوروبية لتعاونها. وفي نهاية المطاف لم يصل إلى بيت لحم إلا أقل من ثلاثين ناشطًا في حين قُدر عدد من كانوا يرغبون في المشاركة بألف وخمسمائة فرد.